# Antoni Cumella i Vendrell
Antoni Cumella i Vendrell conegut com a Toni Cumella (Granollers, 1951) és un ceramista català establert a Granollers. Fill del també ceramista Antoni Cumella i Serret (1913-1985), s'especialitzà en ceràmica arquitectural. Ha continuat el taller que va fundar el seu avi, Josep Regàs, el 1880, ara la tercera generació al capdavant de l'empresa, i treballa amb el seu fill Guillem, que continua la níssaga.

Treballa una producció artesanal i seriada amb l'ús de tècniques tradicionals. D'acord amb un article de la Reial Acadèmia de Ciències i Arts de Barcelona, en Cumella «aconsegueix associar un sistema de producció intel·ligent de l'artesania».

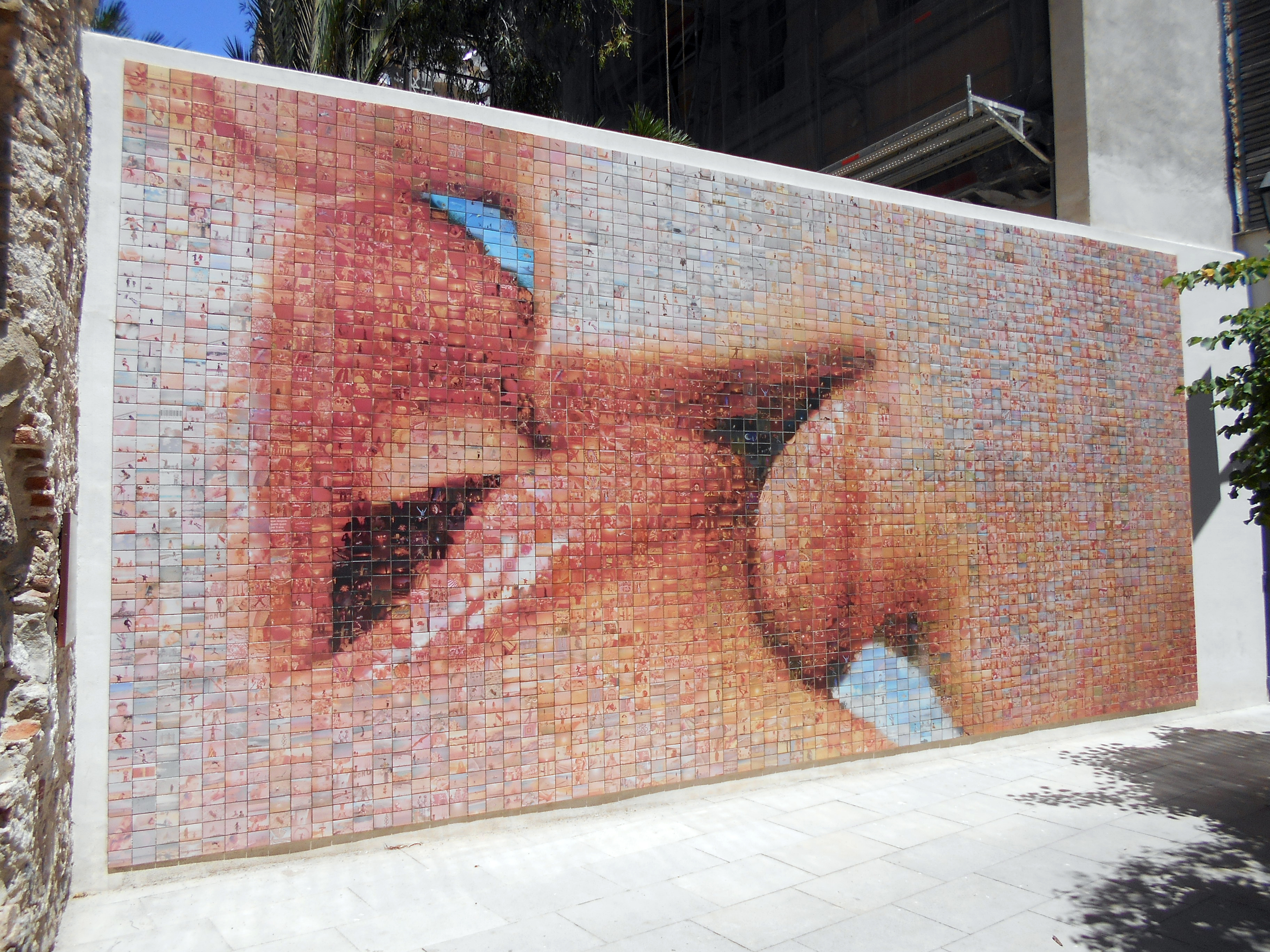
El món neix en cada besada (2014), obra del fotograf Joan Fontcuberta, amb la col·laboració d'en Toni Cumella.

## Estudis i orientació del taller
Va estudiar enginyeria industrial i fotografia a la Universitat de Barcelona. Després de la mort del seu pare el 1985, va reorientar el taller cap al desenvolupament de projectes d'arquitectura i peces d'art a gran escala, així com la restauracio.

## Obra: projectes, obres d'art, restauració

### Col·laboracions amb arquitectes, en edificacions i parcs
Toni Cumella ha treballat amb arquitectes o estudis d'arquitecte de renom.
Va començar amb col·laboracions amb l'estudi PER (Cristian Cirici, Pep Bonet, Òscar Tusquets, Enric Steegman i Lluís Clotet), i també amb Enric Sòria i Badia i Jordi Garcés.
Algunes obres i col·laboracions destacades més recents, des del 2002, per exemple, a Barcelona i entorn:
Va encarregar-se de la ceràmica pel Parc dels Colors, de Mollet del Vallès (acabat el 2001), i va recobrir les escultures del Parc Diagonal Mar (2002) i el sostre espectacular del renovat Mercat de Santa Caterina (2005), totes elles per l'estudi EMBT (Enric Miralles i Benedetta Tagliabue). Va treballar amb l'arquitecte Daniel Isern en la façana i interiors de l'Hotel Ohla Eixample (2016); i amb l'arquitecta Carme Pinós en la nova seu de l'Escola Massana de Barcelona (2017) al Raval.
Més enllà de Barcelona i entorn, alguns dels seus projectes o col·laboracions s'han fet a altres parts de Catalunya, a l'estat Espanyol i a l'estranger. Amb l'empresa britànica Foreign Office Architects (Farshid Moussavi i Alejandro Zaera-Polo), treballà en el pavelló d'Espanya per a l'Expo 2005 a la prefectura d'Aichi al Japó; i amb l'arquitecte navarrès Francisco "Patxi" Mangado en el pavelló d'Espanya per a l'Expo Saragossa el 2008. El següent any, col·laborà amb Frederic Amat i l'arquitecte Enric Ruiz Geli per crear les originals plaques corbes de ceràmica que recobreixen la Villa Nurbs, una casa particular a Empuriabrava, que serien pintades per Amat. Treballà amb l'arquitecta gal·lesa Amanda Levete en el Museu d'Art, Arquitectura i Tecnologia (MAAT) de Lisboa (2016); i amb l'italià Renzo Piano en el Centro Botín de Santander (2017). També ha treballat amb Norman Foster, Jean Nouvel i Kengo Kuma, entre d'altres.
L'últim projecte amb aquest arquitecte japonès fou el disseny interior de la botiga de Camper al Passeig de Gràcia barceloní el 2019, fet en teules i plaques de ceràmica.

### Instal·lacions artístiques, col·laboracions amb artistes
Ha fet col·laboracions també amb diversos artistes per a obres d'art a l'espai públic, alguns d'elles a Barcelona, com ara l'obra de Joan Fontcuberta al Barri Gòtic, El món neix en cada besada (2014). Amb Frederic Amat, ha creat les gotes de la Pluja de sang del Teatre Lliure de Gràcia (2010); i les peces per l'obra-instal·lació de la façana de l'Hotel Ohla a la Via Laietana, Mur d'ulls (2011), popularment conegut com Els ulls de Barcelona, aquesta última peça també en col·laboració amb l'arquitecte Daniel Isern.

### Restauració
En el camp de la restauració, entre el 1989 i el 92, va participar en els projectes de restauració de la Casa Batlló amb l'arquitecte Josep Maria Botey, i del Park Güell, aquest últim amb la també ceramista Montserrat Altet, sota la direcció dels arquitectes José Antonio Martínez Lapeña i Elies Torres i Tur.
Altres projectes han sigut la restauració de l'Hospital de Sant Pau modernista de Barcelona, el Palau de la Música Catalana, la Farinera de Girona, i la Ricarda, al Prat de Llobregat.

## Guardons i reconeixements
El 2015 el Col·legi d'Aparelladors de Barcelona li va atorgar el premi especials per la seva trajectòria «i la seva contribució meritòria a l'arquitectura i la construcció d'avantguarda». Pel mateix motiu el 2016 va ser nomenat membre honorari de l'Acadèmia Internacional de Ceràmica.